# Bojarszczina (wieś w pobliżu Titowszcziny)
Bojarszczina (ros. Боярщина) – wieś (ros. деревня, trb. dieriewnia) w zachodniej Rosji, w osiedlu wiejskim Titowszczinskoje rejonu diemidowskiego w obwodzie smoleńskim.

## Geografia
Miejscowość położona jest nad Kasplą, 1,5 km od drogi regionalnej 66K-28 (Rudnia – Diemidow), 3 km od drogi regionalnej 66N-0505 (Diemidow – Chołm), 2,5 km od centrum administracyjnego osiedla wiejskiego (Titowszczina), 2 km od centrum administracyjnego rejonu (Diemidow), 61,5 km od stolicy obwodu (Smoleńsk), 35,5 km od granicy z Białorusią.

## Demografia
W 2010 r. miejscowość zamieszkiwało 11 osób.

## Historia
W czasie II wojny światowej od lipca 1941 roku wieś była okupowana przez hitlerowców. Wyzwolenie nastąpiło we wrześniu 1943 roku.